# إستر غونزاليس
إستر غونزاليس (بالإسبانية: Esther González)‏ (ولدت 1992  م) هي لاعبة كرة قدم، من إسبانيا، ولدت في أويسكار، تلعب في موقع الهجوم.

## روابط خارجية
- إستر غونزاليس على موقع الاتحاد الأوربي (الإنجليزية)
- إستر غونزاليس على موقع قاعدة بيانات كرة القدم.إي يو (الإنجليزية)
- إستر غونزاليس على موقع Soccerway.com (الإنجليزية)
- إستر غونزاليس على موقع عالم كرة القدم.نت (الإنجليزية)